# Рециркулация на отработените газове
В двигателите с вътрешно горене, рециркулацията на отработените газове (на английски: exhaust gas recirculation (EGR) е техника за намаляване на емисиите на нитроген-оксид (NOх), използвана в бензиновите/газовите и дизеловите двигатели. EGR работи чрез рециркулация на част от отработените газове обратно в двигателя (цилиндрите). Отработените газове се връщат обратно във всмукателния колектор използвайки разликата в налягането на всмуквания въздух и изходящите газ.
Тъй като при работа под товар на двигателя температурата на изгаряне на горивната смес в цилиндрите се покачва, започва формирането на отровния газ NOx (нитроген-оксид). Чрез контролираното отваряне на EGR-клапана от модула за управление на двигателя, част от постъпващия в цилиндрите въздух се заменя с бедни на кислород отработени газове и по този начин се намалява температурата на изгаряне и съответно нивата на нитроген-оксид.
При различните производители и двигатели, EGR клапана работи в диапазона между празен ход, през повишаване на натоварването при ускорение до развъртане на турбо-компресора, при което се затваря за да предотврати загубата на налягане във всмукателния колектор и подсигури мощност на двигателя.
Функцията на този клапан е контролирана чрез калкулации от страна на ЕКМ на база няколко важни параметъра - MAF, MAP, педал за ускорение, обороти на двигателя, температура на охладителната течност, температура на отработените газове, измерени стойности на NOx от ламбда-сензора. Следователно, функцията му е да ограничи до определено ниво, но не и да премахне изцяло формирането на вредни емисии от двигателите с вътрешно горене.

## Дизелови двигатели
В съвременните дизелови двигатели с EGR, газът се охлажда с топлообменник, за да се позволи въвеждането на по-голяма маса на рециркулирания газ. Наличието на изпускателна рециркулация може да увеличи износването на двигателя и замърсяването му с въглеродни частици (сажди) в колекторните тръби, по клапаните и покрай пръстените (сегментите) в маслото.
За дизеловите двигатели EGR води до загуби от запушване в начина, по който го прави за двигатели с искрово запалване (бензинови). Отработените газове въглероден диоксид и водна пара имат по-висока специфична топлина от въздуха, така че служат за понижаване на пиковите температури на горене. Въпреки това, добавяйки EGR на дизеловия двигател – намалява специфичното съотношение топлина на горивните газове в такт. Това намалява количеството енергия, която може да се екстрахира от буталото (понижаване на мощност). EGR също има тенденция за намаляване на количеството на горивото изгаряно в такт. Това се вижда от нарастването на емисиите на частици, което съответства на увеличение на EGR.
Натрупват се Фини прахови частици (предимно въглерод), които не се изгарят в такта на горене и се губи енергия. По строгите разпоредби за прахови частици (PM) ЕВРО3, ЕВРО4 се налага да бъдат въведени допълнителни проверки на емисиите, за да се компенсират емисиите на РМ, въведени с EGR. Най-често това става с филтър за твърди частици в изпускателната система, който почиства отработените газове, но увеличава разхода на гориво. Така EGR увеличава количеството на PM, трябва да се разгледа и намалява температурата на изгорелите газове и наличния кислород, тези филтри трябва да функционират правилно, за да изгорят саждите. Автомобилните производители инжектират гориво и въздух директно в изпускателната система, за да се запазят тези PM филтри от запушване (Изгаряне на натрупаните сажди).
Чрез подаване на по-ниска концентрация на кислород в димните газове при дизеловите EGR системи, се постига по-ниска температура на горене и намаляване на емисиите на NOx. Това прави горенето по-малко ефективно, компрометира икономията на гориво и мощност. Нормално „сухия“ прием в системата на дизеловия двигател, сега е обект на замърсяване от сажди, неизгоряло гориво и масло в EGR кръгът, което има малък ефект върху въздушния поток, обаче, когато се комбинира с маслените пари от PCV системата, води до натрупване на лепкав катран в смукателния колектор и клапаните. ЕГР системата също води до проблеми с компоненти като вихрови клапи, дюзи, клапани. Дизеловия EGR също увеличава производството на сажди, въпреки че това е маскирано в САЩ (Вече и в Европа) от едновременното въвеждане на филтър за твърди частици. EGR системите могат също така да добавят абразивни замърсители и увеличават киселинността на маслото, което от своя страна намалява дълголетието на двигателя.
Въпреки че производителите на двигатели са отказали да огласят подробности за ефекта на EGR за икономия на гориво, правилниците от СИП 2002, които доведоха до въвеждането на охлаждане в EGR са свързани с намаляване на ефективността на двигателя с 3%, запазва се тенденция от 0,5% годишно увеличение. За 10 години на теория само заради наличието на EGR се намалява ефективността на двигателя с 8% при максимални обороти. При ниски обороти и максимално отворена EGR система тези стойности се увеличават до 30%.
В заключение EGR системата има отношение към екологията, което е обратно пропорционално на ефективността на двигателя и разхода на гориво.
|  | Тази страница частично или изцяло представлява превод на страницата Exhaust gas recirculation в Уикипедия на английски. Оригиналният текст, както и този превод, са защитени от Лиценза „Криейтив Комънс – Признание – Споделяне на споделеното“, а за съдържание, създадено преди юни 2009 година – от Лиценза за свободна документация на ГНУ. Прегледайте историята на редакциите на оригиналната страница, както и на преводната страница, за да видите списъка на съавторите. ВАЖНО: Този шаблон се отнася единствено до авторските права върху съдържанието на статията. Добавянето му не отменя изискването да се посочват конкретни източници на твърденията, които да бъдат благонадеждни. |